# Теорія Сахарського насосу
Теорія Сахарського насоса — гіпотеза, що пояснює як флора і фауна мігрувала між Євразією та Африкою Левантійським сухопутним мостом. Теорія зазначає, що періоди рясних опадів тривали багато тисяч років (вологий період) в Африці, що призвело до фази «вологої Сахари», під час якої існувала велика кількість озер і річок. Через це різноманітність представників флори та фауни була більшою. Аридизація Сахари 1,8—0,8 млн років тому, призвела до пересихання в окремих місцях Нілу, який, можливо, мав цілісний плин лише під час мусонів, але можливе інше пояснення переривання плину Нілу — підйом Нубійської височини.

## Механізм
У періоди вологої або «Зеленої Сахари», Сахара і Аравія ставали саваною. В час між плювіальними періодами, терен Сахари знову повертався до стану пустелі, як правило, в результаті південнішого проходження Західноафриканського мусону. Випаровування перевищує кількість опадів, рівень води в озерах, як, наприклад, Чад, падає і річки стають сухими ваді. Флора й фауна, широко поширена під час субплювіалу, відступає на північ в Атлаські гори, на південь у Західну Африку або на схід, у долину Нілу, а звідти або на південний схід до Ефіопського нагір'я і Кенії або на північний схід через Синай до Азії. Це відокремлювало популяції деяких видів у районах з різним кліматом, змушуючи їх адаптуватися, що, ймовірно, призвело до алопатричного видоутворення.

## Пліо-плейстоцен
Пліо-плейстоценові міграції в Африці, відбувались під час вологих періодів — Caprinae у два етапи 3,2 млн років тому і 2,7—2,5 млн років; Nyctereutes 2,5 млн років тому, і Equus 2,3 млн. Hippotragus мігрували 2,6 млн років з Африки в Шивалік. Бикові мігрували до Європи та Азії.

## 185—20 тисяч років тому
Близько 133 і 122 тисяч років тому, південна частина Сахари, Аравійська пустеля зазнали початок Аббассіанського плювіалу, вологого періоду мусонів зі збільшенням опадів близько до 200—100 мм/рік. Це дозволило євразійській біоті мігрувати в Африку, і навпаки. Зростання сталактитів і сталагмітів (що вимагає дощової води) були виявлені в Холь-Зах, Ашалім, Евен-Сид, Маале-ха-Мейшар, Ктора Крекс, печера Нагев Тзавоа. В районі печер Кафзех і Ес Скул на той час опади сягали 600—1000 мм/рік.
Терен навколо Червоного моря був вельми посушливим до 140 і після 115 тис. років тому. Зменшення аридизації відбулося 90—87 тис. років тому, але кількість опадів становила близько 1/10 від плювіального максимуму 125 тис. років тому. Сталактити та сталагміти виявляються тільки в Евен-Сид-2.
У південній частині пустелі Негев печерні відклади не зростали у періодах між 185—140 тис. років тому, 110—90, після 85 тис. років тому та протягом більшої частини міжльодовикового періоду, льодовикового періоду та голоцену. Це свідчить про те, що південний Негев був посушливим або гіперпосушливим у ці періоди.
У цілому 60—30 тис. років тому у багатьох частинах Африки клімат був надзвичайно посушливим.

## Останній льодовиковий максимум
Добрий приклад Сахарського насоса — це час після останнього льодовикового максимуму — пустеля Сахара була більшою, ніж зараз зі значним скороченням площі тропічних лісів. Протягом цього періоду, зниження температури скоротило розміри Комірки Гадлі в якій висхідне тропічне повітря з Екваторіальної конвергентної зони (ЕКЗ) приносить дощі в тропіки, а сухе повітря прямує, приблизно до 20° північної широти й тече назад до екватора приносячи пустельний клімат в цей регіон. Під час цього процесу вітер переносить велику кількість пилу який осідає в північній частині тропічної Атлантики.
Близько 12 500 до н. е., кількість пилу у відкладеннях Беллінг/Аллеред осиляцій раптово падає і що доводить вельми вологі умови в Сахарі, із зазначенням осциляція Дансгора-Ешгера (раптове потепління супроводжується повільним охолодженням клімату). Зволоження клімату Сахари почалося близько 12 500 р. до н. е., з розширенням ЕКЗ на північ в північній півкулі влітку, в результаті чого у Сахарі встановився вологий клімат, який (за винятком короткого сухого періоду пов'язаного з верхнім дріасом) досягло максимуму в голоценовий кліматичний оптімум — кліматичну фазу в 4000 р. до н. е., коли в середніх широтах температура, була на 2—3 °C градуси тепліше, ніж до оптімуму. Аналіз відкладень в дельті Нілу також показує що в цей період кількість опадів в сточищі Блакитного Нілу була вищою, тобто на Ефіопськом нагір'ї. Це було обумовлено головним чином сильними мусонами в субтропічних регіонах, що впливали на Індію, Аравію і Сахару. Озеро Вікторія, що перед цим увійшло до сточища Білого Нілу і майже висохло близько 15 тис. років тому.
Раптовий зсув на південь ЕКЗ пов'язують з подією Хайнріха (раптове охолодження супроводжується повільним потеплінням), пов'язаний зі змінами циклу Ель-Ніньйо, призвів до швидкого висихання Сахари та Аравії, які швидко стали пустелею. З цією подією пов'язано помітне зменшення масштабів повеней Нілу, між 2700 і 2100 рр. до н. е..